# Belauntza
Belauntza is een gemeente in de Spaanse provincie Gipuzkoa in de regio Baskenland met een oppervlakte van 3 km². Belauntza telt 241 inwoners (1 januari 2016).